# Loki (esogeologia)
Loki è un centro eruttivo presente sulla superficie di Io.
È intitolato al dio norreno Loki.